# Oba Femi
Isaac Odugbesan (Lagos, 22 de abril de 1998) é um lutador profissional e ex-arremessador de peso nigeriano. Ele trabalha atualmente para a WWE, onde atua na marca NXT sob o nome de ringue Oba Femi e é o atual campeão do NXT em seu primeiro reinado e também faz aparições com sua promoção parceira Total Nonstop Action Wrestling (TNA).
Nascido em Lagos, Odugbesan competiu no atletismo durante seus anos de ensino médio e faculdade. Após assinar com a WWE em 2022 através de seu programa NIL, Obugbesan venceu o Torneio Breakout masculino do NXT de 2023 e o Iron Survivor Challenge masculino de 2024. Ele foi uma vez campeão norte-americano do NXT, tendo o reinado mais longo da história do título.

## Atletismo
Odugbesan ganhou várias medalhas durante os anos do ensino médio. Isso lhe renderia uma bolsa de estudos estudante-atleta na Universidade Estadual do Médio Tennessee, conquistando o título da Conferência EUA. Odugbesan foi então transferido para a Universidade do Alabama no verão de 2019, onde ganhou o título de arremesso de peso no campeonato de atletismo indoor da SEC em 2021 e 2022, além de ganhar o título outdoor no último ano antes de se formar.

## Carreira de luta livre profissional

### WWE (2021–presente)
Em 8 de dezembro de 2021, Odugbesan assinou contrato com a promoção de wrestling profissional WWE como parte de seu novo programa Next In Line para transformar atletas universitários em potenciais lutadores da WWE. Sob o nome de ringue Oba Femi, ele fez sua estreia no ringue em 18 de novembro de 2022, episódio do NXT Level Up, perdendo para Dante Chen.
Depois de ficar sem vitórias no programa até fevereiro, Femi faria sua estreia formal no NXT em 25 de abril de 2023, no Spring Breakin ', derrotando Oro Mensah. Após um hiato na televisão, em dezembro de 2023, Femi entrou no Torneio Breakout do NXT . Ele derrotou Myles Borne na primeira rodada e Tavion Heights nas semifinais. Em 2 de janeiro de 2024, no NXT: New Year's Evil, Femi derrotou Riley Osborne na final para se tornar o vencedor do torneio. Na semana seguinte, Femi utilizou seu contrato do Torneio Breakout e derrotou Dragon Lee para ganhar o Campeonato Norte-Americano do NXT, o primeiro título de sua carreira, ao mesmo tempo que se tornou o mais jovem e primeiro lutador africano a deter o campeonato, bem como o primeiro graduado do programa Next In Line a ganhar um título da WWE. Femi continuaria a manter o título contra Lee no NXT Vengeance Day, Dijak e Josh Briggs em uma luta triple threat no NXT Stand & Deliver, o lutador do Raw Ivar no Spring Breakin’, Wes Lee em uma luta de "última chance" no NXT Heatwave, e Tony D'Angelo no NXT No Mercy. Em 5 de outubro, Femi superou o reinado de 269 dias de Wes Lee, tornando-se o campeão do Campeonato Norte-Americano do NXT com o reinado mais longo. Na segunda semana da estreia do NXT na CW, em 8 de outubro, Femi perdeu o título para D'Angelo, encerrando seu reinado recorde de 273 dias e sofrendo sua primeira derrota em 2024, após uma sequência de 30 vitórias consecutivas. No NXT Halloween Havoc, em 27 de outubro, Femi não conseguiu recuperar o título de D'Angelo em uma luta Tables, Ladders and Scares após interferência da The D'Angelo Family. No NXT Deadline, em 7 de dezembro, Femi entrou no Iron Survivor Challenge no lugar de um Eddy Thorpe lesionado e venceu a luta, garantindo uma chance de disputar o Campeonato do NXT contra Trick Williams no NXT: New Year's Evil em 7 de janeiro de 2025, onde derrotou Williams em uma luta triple threat que também envolveu Eddy Thorpe, conquistando o título e se tornando o primeiro graduado do programa NIL a vencer um campeonato principal na WWE.

## Títulos e prêmios
- Pro Wrestling Illustrated
  - PWI o colocou na #53ª posição dos 500 melhores lutadores individuais no PWI 500 em 2024[25]
- WWE
  - Campeonato do NXT (1 vez, atual)
  - Campeonato Norte-Americano do NXT (1 vez)[26]
  - Torneio Breakout masculino do NXT (2023)
  - Iron Survivor Challenge masculino (2024)
  - NXT Year-End Award (2 vezes)
    - Luta do Ano (2024) – vs. Josh Briggs e Dijak no NXT Stand & Deliver
    - Superstar Masculino do Ano (2024)